# Imma homalotis
Imma homalotis är en fjärilsart som beskrevs av Edward Meyrick 1906. Imma homalotis ingår i släktet Imma och familjen Immidae. Inga underarter finns listade i Catalogue of Life.